# Illuminismo in Germania

Immanuel Kant

L'illuminismo tedesco, a differenza di quello francese e inglese, è in genere caratterizzato dalle posizioni moderate assunte nel campo politico e religioso. Ciò è dovuto alla condizione storico-politica della Germania del XVIII secolo dove il debole potere centrale e la frammentazione politica delle "trecento patrie" tedesche consentivano alla classe nobiliare di mantenersi saldamente al potere economico e politico.

## Il riformismo illuminato
L'avanzato progresso economico della classe borghese, specie di quella mercantile, stimolava in essa il desiderio di un rinnovamento politico che con una redistribuzione del potere tutelasse i suoi interessi ma questa esigenza non si tradusse mai in una lotta radicale e rivoluzionaria ma, piuttosto, nella richiesta di moderate riforme. Questo avveniva per l'insufficiente forza della borghesia impossibilitata, per la sua frantumazione nei numerosi piccoli stati, a produrre un programma unitario. Si aggiunga la diffidenza che la borghesia tedesca aveva per un accordo con le masse popolari, elemento essenziale per il successo di una rivoluzione, e, infine, la compromissione degli intellettuali illuministi con il mondo accademico, rigidamente controllato dal potere politico.
La borghesia tedesca allora si accontentò di chiedere moderate riforme paternalistiche che le assicurassero il suo sviluppo economico e culturale. Essa trovò così in Federico II, il re di Prussia, il simbolo ideale del sovrano illuminista che con il suo atteggiamento moderatamente riformatore secondo i dettami illuministici 
faceva in realtà gli interessi di una conservazione autoritaria del suo potere stemperando le tensioni.

## L'influsso di Leibniz e Spinoza
A differenza di quello francese, l'illuminismo tedesco attinge al metodo logico analitico di Leibniz per l'elaborazione della gnoseologia, della metafisica e della religione.
Questo continuo e puntiglioso ricorso a una ragione che procede pedantemente all'analisi di ogni realtà fa sì che l'illuminismo tedesco presenti «... uno strano contrasto col carattere estroso, geniale e divertente degli scritti dei maggiori Illuministi inglesi e francesi» 
Anche il pensiero di Spinoza influenza fortemente «sia in senso razionalistico sia in direzione di una visione dinamica (e, al limite, storicistica) del reale»  la cultura tedesca che nella seconda metà del XVIII secolo studia con crescente interesse il materialismo di derivazione francese e inglese.

## La problematica religiosa
Caratteristica particolare dell'illuminismo tedesco è poi la sua attenzione e interesse per la problematica religiosa che si esprime nella Massoneria e nel pietismo che, negando la religione ufficiale, vogliono realizzare il progetto di una fratellanza universale.
La Massoneria propaganda l'ideale della libertà e dell'uguaglianza che rende tutti gli uomini fratelli al di là di ogni differenza politica e nazionale accentuando il distacco tra l'uomo e il cittadino.
«Nelle logge confluirono e si mescolarono il discorso civico e illuminato; antiche parole come fratellanza e uguaglianza acquisirono nuovo significato» 
Il pietismo vuole un ritorno ai principi originari del luteranesimo sopraffatti dalla predominanza di una teologia intellettualistica e dai formalismi del culto esteriore della gerarchia ecclesiastica tedesca. In un certo modo il pietismo riprende la polemica del primo illuminismo, suo alleato contro l'ortodossia luterana dominante, ma il suo rifarsi a una religiosità interiore tutta basata sul sentimento più che sulla ragione, lo colloca tra gli oppositori dell'illuminismo.

## Il tardo illuminismo
Verso la metà del XVIII secolo l'illuminismo tedesco accentua gli interessi politici, storici e religiosi che si caratterizzano ora per una radicalità dovuta alla diffusione e maggiore conoscenza in Germania dei temi del materialismo, del sensismo e del deismo propri dell'illuminismo francese e inglese.
I cosiddetti "filosofi popolari" tedeschi  s'impegnano a diffondere presso la borghesia quelle idee illuministiche adatte a liberarla dal conformismo della cultura accademica e a far nascere un'avanzata classe borghese.
Un particolare sviluppo ebbe in questo periodo la dottrina dell'Estetica soprattutto a opera di J. J. Winckelmann (1717-1768), le cui teorie influenzarono il neoclassicismo, e di Lessing (1729–1781).